# Alassane Ouattara

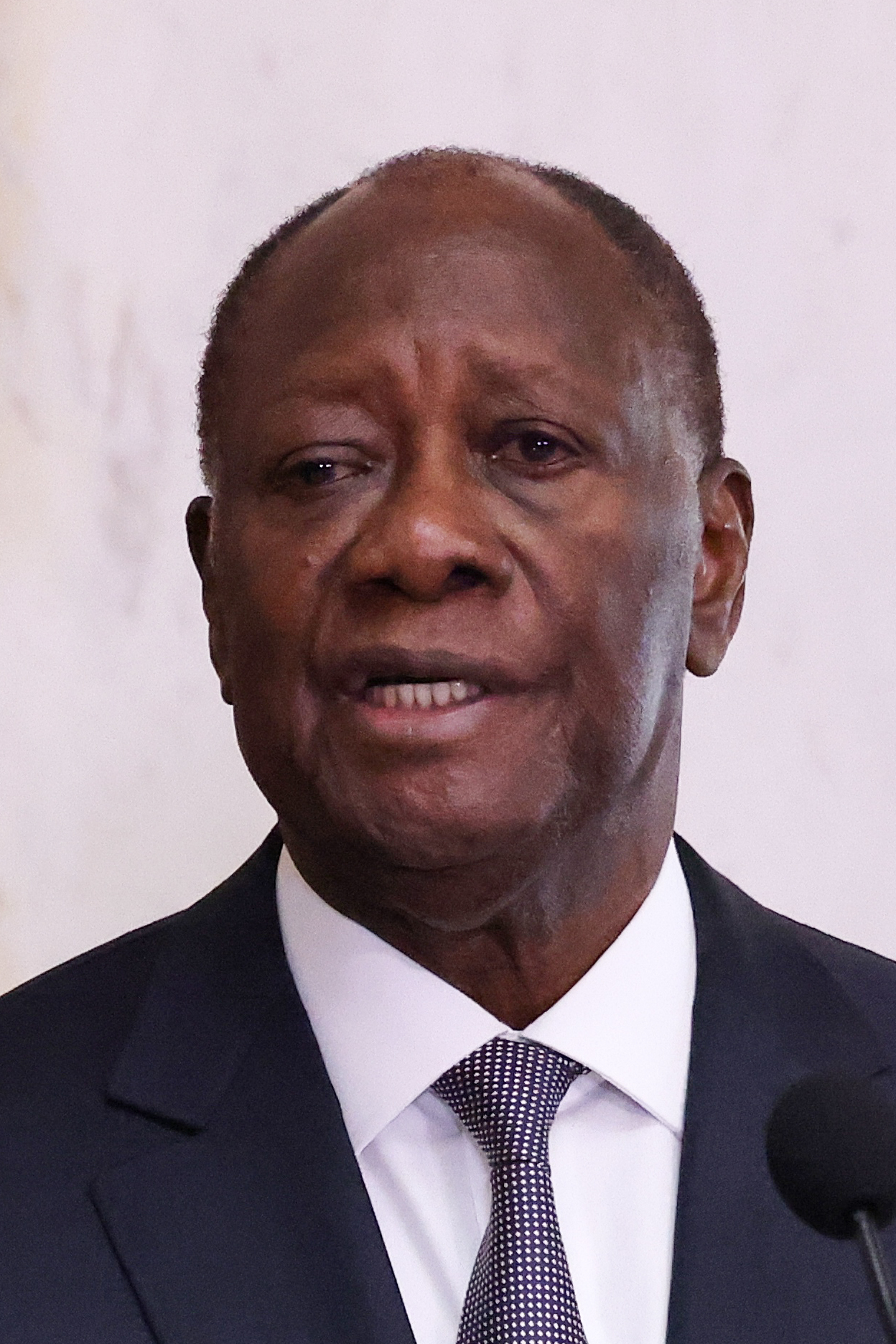
Alassane Ouattara (2024)

Alassane Dramane Ouattara [alaˈsaːn wataˈʀa], genannt Ado (* 1. Januar 1942 in Dimbokro, Elfenbeinküste) ist ein ivorischer Politiker und Volkswirt sowie Präsident der Elfenbeinküste.
Er ist Vorsitzender des Rassemblement des Républicains. Vom 17. Februar 2012 bis zum 28. März 2014 war Ouattara Vorsitzender der Westafrikanischen Wirtschaftsgemeinschaft (ECOWAS/CEDEAO).

## Leben
Alassane Ouattara entstammt einer ehemaligen Adelsfamilie, die das Herrschergeschlecht des Kong-Reiches (auch Ouattara-Reich genannt) bildete. Er ist väterlicherseits direkter Nachkömmling von Sékou Oumar Ouattara (1665–1745), dem Gründer des Kong-Reichs.
Nach einem Studium an der University of Pennsylvania in den USA machte er von 1968 bis 1990 Karriere beim Internationalen Währungsfonds.
Im November 1990 wurde er vom damaligen Präsidenten Félix Houphouët-Boigny zum Ministerpräsidenten der Republik Elfenbeinküste ernannt.
Als Félix Houphouët-Boigny im Dezember 1993 starb, galt Ouattara als Nachfolgekandidat, unterlag aber im Machtkampf gegen Henri Konan Bédié. Ouattara, der aus dem Norden des Landes stammt, wurde 1995 und 2000 durch das Concept d’Ivoirité daran gehindert, bei den Präsidentschaftswahlen zu kandidieren. Grund waren Zweifel an der ivorischen Nationalität seiner Mutter. Sie soll aus Burkina Faso stammen.
Von 1994 bis 1999 war er erneut für den Internationalen Währungsfonds tätig, um sich ab 1999 dann ausschließlich der Politik der Republik Elfenbeinküste zu widmen.
Während Ausschreitungen im Jahr 2002 wurde bei einem Attentatsversuch durch Kräfte der Regierung sein Leben und das seiner Frau in der Nacht vom 19. auf den 20. September von westlichen Diplomaten gerettet. Das Ehepaar Ouattara war zunächst in die Residenz des deutschen Botschafters Marius Haas geflüchtet und hielt sich anschließend in der Residenz der französischen Botschaft auf. Er lebte zeitweise im Exil in Gabun und Frankreich.
Ouattara ist mit Dominique Ouattara, geb. Nouvian, verheiratet und hat vier Kinder. Die Französin ist nach Viviane Wade im Senegal die zweite weiße „Première Dame“ Afrikas. Die Hochzeit fand in Neuilly-sur-Seine, einem Vorort von Paris, statt.

## Präsidentschaft

### Wahl 2010
Bei der zweiten Runde der Präsidentschaftswahlen 2010 erhielt er nach Angaben der Unabhängigen Wahlkommission 54,1 % der Stimmen. Nach Ansicht des Verfassungsrats (Conseil Constitutionnel) sei jedoch Laurent Gbagbo mit 51,45 % der Stimmen als Präsident wiedergewählt worden. Die Wahl im Norden (noch unter Kontrolle der Rebellen) lief nach Aussagen Gbagbos undemokratisch mit Einschüchterungen seiner Wähler und massivem Wahlbetrug, was dazu führte, dass Ergebnisse in manchen Städten annulliert wurden. In der Folge kam es zu einer Regierungskrise, während derer sich Ouattara im Hotel du Golf aufhielt, das von Soldaten der Opération des Nations Unies en Côte d’Ivoire (ONUCI) beschützt und von Gbagbotreuen Einheiten belagert wurde. Die Afrikanische Union, die Europäische Union, die Vereinten Nationen, die USA, Frankreich, Deutschland und andere Länder betrachteten Ouattara als den rechtmäßigen Sieger der Präsidentschaftswahl. Am 4. Dezember 2010 legte er ebenso wie sein Kontrahent in den vorausgegangenen Wahlen, Laurent Gbagbo, den Amtseid als Präsident der Elfenbeinküste ab. Für einige Zeit hatte das Land somit faktisch zwei Präsidenten.
Mehr als vier Monate nach den ivorischen Präsidentschaftswahlen wurde Laurent Gbagbo am 11. April 2011 in seiner Residenz in Abidjan festgenommen. Ouattara wurde am 6. Mai 2011 durch den Verfassungsrat als Staatspräsident der Elfenbeinküste vereidigt. Am 21. Mai 2011 wurde Ouattara in Yamoussoukro offiziell in sein Amt eingeführt. An der feierlichen Zeremonie nahmen neben zahlreichen afrikanischen Staats- und Regierungschefs auch Frankreichs Präsident Nicolas Sarkozy und UN-Generalsekretär Ban Ki-moon teil.
Erzbischof Ambrose Madtha, Papstbotschafter in der westafrikanischen Elfenbeinküste, ermöglichte ihm im November 2012 eine Privataudienz bei Papst Benedikt XVI.

### Wahl 2015
Bei der Präsidentschaftswahl im Oktober 2015 wurde Ouattara mit über 83 Prozent der Stimmen erneut für eine fünfjährige Amtszeit bestätigt.

### Wahl 2020
Im März 2020 verkündete Ouattara zunächst seinen Verzicht auf eine Kandidatur bei der im Oktober 2020 anstehenden Wahl. Nach dem plötzlichen Tod von Premierminister Amadou Gon Coulibaly  am 8. Juli 2020, der als Kandidat der Regierungspartei bei der Wahl antreten sollte, verkündete Ouattara, dass er noch einmal antreten werde. Obwohl die ivorische Verfassung seit 2016 nur zwei Amtszeiten zulässt, erlaubte das Verwaltungsgericht Ouattara, für eine dritte Amtszeit zu kandidieren. Dies führte zu teilweise gewaltsamen Protesten. Laut dem vorläufigen Ergebnis der Wahlkommission erreichte Ouattara 94,27 Prozent der Stimmen, seine Herausforderer 1,66 Prozent und 0,99 Prozent der Stimmen. Die Wahlbeteiligung lag bei 53,9 Prozent. Die Opposition kündigte an, das Ergebnis nicht anzuerkennen. Seine politischen Gegner, Ex-Präsident Laurent Gbagbo und der ehemalige Rebellenführer Guillaume Soro, durften nicht antreten. Die Wahl war von Gewalt und Spannungen überschattet. Am Tag der Abstimmung wurden der Polizei zufolge drei Menschen getötet, laut der Opposition zwölf. Im Vorfeld der Abstimmung kamen Human Rights Watch zufolge mehr als 20 Menschen durch politische Gewalt oder Gewalt zwischen Bevölkerungsgruppen ums Leben.
Nach Angaben der Regierung lag die Wahlbeteiligung bei 53,9 Prozent. Die Opposition gab jedoch an, nur etwa zehn Prozent der Stimmberechtigten hätten an der Abstimmung teilgenommen. Die größten Oppositionsparteien in der Elfenbeinküste kündigten an, ihre eigene Übergangsregierung bilden zu wollen.